# Giù per queste strade
Giù per queste strade è il secondo album del cantautore italiano Maurizio Piccoli, pubblicato dall'etichetta discografica Fonit Cetra nel 1977.
L'album è prodotto da Federico Monti Arduini. I brani sono interamente composti dall'interprete, mentre gli arrangiamenti sono curati da Gianfranco Lombardi.
Dal disco viene tratto il singolo Ma tu che fai stasera/Orso.

## Tracce

### Lato A
1. Lei, Venezia
2. Rio della Tana
3. Giù per queste strade
4. Che ghe sia
5. Dita

### Lato B
1. Ma tu che fai stasera
2. Pianura
3. Orso
4. Dove
5. L'amico mio e il saxofono